# Els quasicops
Els quasicops (títol original: Downtown) és una pel·lícula estatunidenca dirigida per Richard Benjamin, estrenada el 1990. Ha estat doblada al català.

## Argument
L'oficial de policia Alex Kearney (Edwards) patrulla en un suburbi ric de Philadelphia fins que atura un important home de negocis i la seva història de l'incident no és creguda. Se l'envia a treballar a Downtown, molt perillosa, el delicte omple la ciutat.

## Repartiment
- Anthony Edwards: Alex Kearney
- Forest Whitaker: Dennis Curren
- Penelope Ann Miller: Lori Mitchell
- Joe Pantoliano: White
- David Clennon: Jérome Sweet
- Art Evans: Henry Coleman
- Rick Aiello: Mickey Witlin
- Roger Aaron Brown: Tinent Sam Parral
- Ron Canada: Lowell Harris
- Wanda De Jesus: Luisa Diaz
- Francis X. McCarthy: Inspector Ben Glass
- Kimberly Scott: Christine Curren
- Ryan McWhorter: Ephraim Cain
- Danuel Pipoly: Skip Markowitz
- Mike Pniewski: l'home de fusell

## Llocs de rodatge
- Pennsilvània: Filadèlfia
- Califòrnia: San Pedro, Los Angeles